# Клюево (Островский район)
Клюево — деревня в Островском районе Псковской области. Входит в состав Воронцовской волости.
Расположена в 33 км к востоку от города Остров и в 8 км к северо-востоку от волостного центра, села Воронцово.
Постоянное население по состоянию на 2000 год в деревне отсутствовало.
До 2005 года деревня входила в состав ныне упразднённой Шаркуновской волости с центром в д.Погорелка.